# José Francisco de la Cerda Santiago y Concha
José Francisco de la Cerda Santiago y Concha (Santiago, 21 de septiembre de 1792 - ibídem, 1870) fue un político chileno.
Fue hijo de Nicolás de la Cerda y Sánchez de la Barrera y Nicolasa de Santiago Concha y Jiménez-Lobatón. Miembro de una aristocrática familia santiaguina, abrazó la causa de la independencia.
Educado en el Colegio Carolino donde tuvo su título en latín y cánones en 1812. Se dedicó luego a la docencia en el recién fundado Instituto Nacional y a la agricultura en un campo cerca de la localidad de La Ligua.
Diputado suplente por La Ligua (1843-1846), no tuvo ocasión de incorporarse al Congreso Nacional.
Electo Senador, miembro del Partido Liberal, representando a la provincia de Santiago (1849-1858), integrante de la comisión permanente de Legislación y Justicia y la de Negocios Eclesiásticos.
Senador suplente (1867-1876) por Talca, pero no se incorporó al Senado.